# Farmer Guy
Farmer Guy («Фермерский парень») — двадцатая серия одиннадцатого сезона мультсериала «Гриффины». Премьерный показ состоялся 12 мая 2013 года на канале FOX

## Сюжет
Семья Гриффинов смотрит телевизор вместе, где говорят о росте преступности в Куахоге. Лоис воспринимает эту новость скептически, говоря о том, что этот городок все так же прекрасен. Однако, правда оказывается не на стороне Лоис — город буквально кишит преступниками: начиная от необразованного бандита, грабящего Гленна, заканчивая младенцем, который сразу после рождения начинает стрелять из пушки.
Вернувшись из поездки, семья обнаруживает, что их дом обокрали, Питер выкупает фермерское хозяйство. Поначалу все против (особенно Брайан, который даже пытается взять в заложники Стьюи). Тем не менее, Гриффины едут в свой новый дом.
Но все оказывается не так хорошо — денег, заработанных от фермерского дела, не хватает на элементарную оплату банковских счетов. Брайан решает поехать учиться в местный колледж для получения знаний о ведении фермерского хозяйства. Едва Брайан отъезжает, происходит сильнейшее торнадо, от которого оставшимся Гриффинам приходится укрываться в подвале. Обнаружив там целую лабораторию по производству метамфетамина, Питер предлагает семье ненадолго стать производителями наркотиков. Лоис поначалу категорически против такой идеи, но в итоге соглашается, так как выхода у них больше нет.
Итак, Питер превращается в параноика, который вздрагивает от любого шороха, а Стьюи закупает сырьё в местных аптеках для производства наркотика. В доме творится хаос, бардак, разруха. В этот самый момент Брайан возвращается из колледжа. Он просто в шоке от того, что дом превратился в наркопритон. По телевизору идут новости: Куахог заполнен наркотиками, привозимыми из-за города. Лоис с горестью осознаёт, что их семья бежала из города от преступности, но и сами они сейчас стали ничуть не лучше преступников. Она пакует вещи в машину. Питер пытается отговорить Лоис от этого, но в этот момент ферма взрывается из-за накопленных в ней токсичных легко воспламеняемых паров.
Выкупить свой дом обратно не составило труда — после наплыва преступности недвижимость в Куахоге заметно убавила в цене. Серия заканчивается тем, что Гриффинам приходится скрываться от наркоманов, которые просят очередную дозу наркотика.

## Критика
- Кевин Макфарлэнд из A.V. Club дал эпизоду оценку B, говоря: «Справедливости ради, замечу, что в эпизоде не отражено достаточно то, насколько летучими все эти химические вещества могут быть. Стандартная концовка для этого шоу: Питер переворачивает семью с ног на голову, но Лоис быстро предпринимает правильное решение. Это самый быстрый способ, как можно закончить эпизод, но в то же время вводит сюжетную линию Брайана в тупик, но когда в эпизоде есть много вставок, это делает без того маленький сюжет ещё меньше.»[1]
- Марк Траммэл из TV Equals сказал: «Этот эпизод был, конечно, одним из лучших, если не самым лучшим за весь сезон именно потому что создатели вернулись к прежнему стилю создания серий (…) на самом деле, это был полноценный сюжет с большим количеством шуток, надо сказать. Иногда возврат к основам — есть самый простой и самый действенный способ.»[2]
- Картер Дотсон из TV Fanatic дал эпизоду 2/5 звезд, говоря: «Действительно, когда отличный юмор идет порознь с основным сюжетом, это плохой знак. Я не вижу никаких видимых причин, чтобы заботиться об этом, почему я должен? Если в эту серию было вложено много сил, то время было потрачено впустую.»[3]

## Рейтинги
- Эпизод получил рейтинг 2.4 среди людей 18-49 лет.
- Согласно статистике, эпизод посмотрело порядка 4.82 миллиона человек в ночь «Animation Domination» на FOX.[4]